# Al-Zulfiqar
Al-Zulfiqar était une organisation d'extrême-gauche pakistanaise,. Elle a été fondée en 1979 par Murtaza et Shahnawaz Bhutto après que leur père, alors le Premier ministre du Pakistan Zulfikar Ali Bhutto, fut démit par un coup d’État et exécuté. Al-Zulfiqar fut formé pour venger la mort de Bhutto au moyen d'une lutte armée contre le régime du général Zia-ul-Haq. Ce dernier a déposé le gouvernement Bhutto après une série de manifestations au travers du Pakistan lié à l'insatisfaction de la population vis-à-vis du Premier ministre Bhutto (gestion de l'ouest du Pakistan, liens supposés à des meurtres politiques, corruption, stagnation économique du fait des nationalisations, détérioration du système éducatif, etc.) lors du coup d’État de 1977.

## Sources
- (en) Cet article est partiellement ou en totalité issu de l’article de Wikipédia en anglais intitulé « Al-Zulfiqar » (voir la liste des auteurs).